# Marcgravia polyadenia
Marcgravia polyadenia är en tvåhjärtbladig växtart som beskrevs av Herman Otto Sleumer. Marcgravia polyadenia ingår i släktet Marcgravia och familjen Marcgraviaceae. Inga underarter finns listade i Catalogue of Life.